# Vecchio Palazzo del Parlamento svedese
Il Vecchio Palazzo del Parlamento svedese (in svedese: Gamla riksdagshuset) era la sede del Riksdag.
Si trova sull'isola di Riddarholmen, nel centro di Stoccolma, la capitale svedese.

## Storia
L'edificio venne costruito sopra ad un vecchio monastero, chiuso nel 1527. Ancora oggi sono visibili nel seminterrato gli spazi originali occupati dal monastero.
Dopo la chiusura del monastero i locali vennero usati prima per un ospedale, poi per ospitare militari, scuole di vario genere, e fu anche la prima prigione della città.
Il complesso si allargò nel XVII secolo e nel 1794 ospitò l'Ufficio Nazionale del Debito svedese.
Nel 1866, quando la Svezia ebbe il primo Parlamento bicamerale, fu riprogettato per ospitarlo.
Nel 1905, quando fu ultimato il Palazzo del Parlamento sull'isola di Helgeandsholmen, la residenza del Parlamento fu spostata.
Nel 1911 il complesso viene ulteriormente espanso su progetto di Aron Johansson.